# GetJet Airlines
GetJet Airlines est une société spécialisée dans la location et la affrètement d'avions (ACMI) dont le siège est à Vilnius, en Lituanie. Ses avions volent pour le compte de compagnies aériennes internationales comme LOT Polish Airlines, Finnair, TUIfly, Air Malta, Tunisair entre autres. La société accomplit également des vols pour le compte des voyagistes dans les pays baltes.
En 2019, la compagnie a transporté 1,5 million de passagers.

## Histoire
En mars 2016, l'administration de l'aviation civile de la Lituanie (CAA) délivre le certificat d'exploitation aérienne (AOC) à GetJet Airlines. En mai, la société obtient une licence commerciale européenne. La compagnie commence ensuite ses services de location d'aéronefs. Le premier vol de la compagnie a eu lieu le 25 mai 2016.
Le 7 février 2018, GetJet Airlines annonce que l'audit de sécurité opérationnelle (IOSA) de l'Association du transport aérien international (IATA) est passé avec succès.
À la fin de 2018, la société reprend les vols affrétés de Small Planet Airlines depuis l'aéroport de Vilnius et débute ses services aux voyagistes des pays baltes.
En septembre 2019, la compagnie signe un accord avec Sunwing Airlines, une compagnie basée au Canada, ce qui lui permet d'exploiter des vols dans ce pays.
En octobre 2019, GetJet Airlines est le premier transporteur aérien lituanien à exploiter des vols transatlantiques vers l'Amérique du Nord avec un avion immatriculé dans le pays balte. Elle assure des vols long-courriers entre Varsovie et Toronto pour le compte de LOT Polish Airlines avec son Airbus A330.

## Flotte
En janvier 2020, la flotte GetJet Airlines est composée des avions suivants :